# Mac OS X Lion
Mac OS X Lion (version 10.7) er den ottende store opdatering af Mac OS X, Apples styresystem til Macintosh-skrivebords- og servercomputere. Lion blev udgivet til download den 20. juni 2011 som annonceret i Apples 2011-tredjekvartalsregnskab. Apples hjemmeside og Mac OS X-websteder refererer til styresystemet som OS X Lion, uden ordet "Mac", men Apples pressemeddelelse vedrørende styresystemets udgivelse i juli bruger både Mac OS X Lion og OS X Lion.
Max OS X Lion er efterfølgeren til Mac OS X Snow Leopard.
Et smugkig på Lion blev vist for offentligheden på Apples "Back to the Mac"-begivenhed den 20. oktober 2010. Mange funktioner fra iOS vil blive importeret til Lion, herunder en let navigerbar oversigt over installerede applikationer. Desuden blev Lion markedsført med Mac App Store som en ny funktion i styresystemet, men den var dog allerede inkluderet i Mac OS X Snow Leopard version 10.6.6.
Den 24. februar 2011 blev den første udviklerversion af Lion (11A390) udgivet. Den var dog kun tilgængelig for medlemmer af Apple Developer-programmet. Andre udviklerversioner blev efterfølgende udgivet. En af disse versioner var Lion Preview 4 (11A480b), udgivet under WWDC 2011. Lion opnåede Golden Master-status den 1. juli 2011 og blev udgivet for offentligheden den 20. juli 2011. Golden Master-status er en betegnelse for et program, der er klar til massedistribution.